# Wereldkampioenschap voetbal 2006 (kwartfinale) Italië - Oekraïne
Deze pagina is een subpagina van het artikel Wereldkampioenschap voetbal 2006. Hierin wordt de wedstrijd in de kwartfinale tussen Italië en Oekraïne gespeeld op 30 juni nader uitgelicht.

## Wedstrijdgegevens
| Datum                | 30 juni 2006                 | 30 juni 2006                 |
| Stadion              | AOL Arena, Hamburg           | AOL Arena, Hamburg           |
| Toeschouwers         | 50.000                       | 50.000                       |
| Scheidsrechter       | Frank De Bleeckere           | Frank De Bleeckere           |
| Assistenten          | Peter Hermans Walter Vromans | Peter Hermans Walter Vromans |
| Vierde man           | Toru Kamikawa                | Toru Kamikawa                |
| Man van de wedstrijd | Gennaro Gattuso              | Gennaro Gattuso              |
|                      | Italië                       | Oekraïne                     |
| Doelpunten           | 3                            | 0                            |
| Gele kaarten         | 0                            | 3                            |
| Rode kaarten         | 0                            | 0                            |
| Wissels              | 3                            | 3                            |
| Schoten op doel      | 7                            | 7                            |
| Schoten naast doel   | 10                           | 13                           |
| Overtredingen        | 15                           | 31                           |
| Hoekschoppen         | 1                            | 3                            |
| Buitenspel           | 2                            | 2                            |
| Strafschoppen        | 0                            | 0                            |
| Balbezit (tijd)      | 21 min                       | 30 min                       |
| Balbezit (%)         | 41%                          | 59%                          |

| Italië | 3 – 0          | Oekraïne |
| Gianluca Zambrotta 6' Luca Toni 59' Luca Toni 69' | goals (assist) | |
| Marcello Lippi | bondscoach     | Oleh Blochin |
| Gianluigi Buffon Fabio Grosso Fabio Cannavaro Andrea Barzagli Gennaro Gattuso 77' Luca Toni Francesco Totti Mauro Camoranesi 68' Gianluca Zambrotta Simone Perrotta Andrea Pirlo 68' | opstellingen   | Oleksandr Sjovkovskyj Andrij Nesmatsjny Anatoli Tymosjtsjoek 45+2' Andriy Rusol Andrij Sjevtsjenko Oleg Shelayev Oleg Goesjev Andriy Gusin 72' Artem Milevsky Maksim Kalinichenko 20' Vyacheslav Sviderskyi |
| Massimo Oddo 68' Simone Barone 68' Cristian Zaccardo 77' | wissels        | 20' Andriy Vorobey 45+2' Vladyslav Vaschuk 72' Oleksiy Belik |
| | gele kaarten   | 16' Vyacheslav Sviderskyi 21' Maksim Kalinichenko 67' Artem Milevsky |
| | rode kaarten   | |

## Overzicht van wedstrijden
| Groepswedstrijden | | | |
| Groep A | Groep B | Groep C | Groep D |
| Duitsland - Costa Rica Polen - Ecuador Duitsland - Polen Ecuador - Costa Rica Ecuador - Duitsland Costa Rica - Polen             | Engeland - Paraguay Trinidad en Tobago - Zweden Engeland - Trinidad en Tobago Zweden - Paraguay Zweden - Engeland Paraguay - Trinidad en Tobago | Argentinië - Ivoorkust Servië en Montenegro - Nederland Argentinië - Servië en Montenegro Nederland - Ivoorkust Nederland - Argentinië Ivoorkust - Servië en Montenegro | Mexico - Iran Angola - Portugal Mexico - Angola Portugal - Iran Portugal - Mexico Iran - Angola                               |
| Groep E | Groep F | Groep G | Groep H |
| Italië - Ghana Verenigde Staten - Tsjechië Italië - Verenigde Staten Tsjechië - Ghana Tsjechië - Italië Ghana - Verenigde Staten | Australië - Japan Brazilië - Kroatië Brazilië - Australië Japan - Kroatië Japan - Brazilië Kroatië - Australië                                  | Frankrijk - Zwitserland Zuid-Korea - Togo Frankrijk - Zuid-Korea Togo - Zwitserland Togo - Frankrijk Zwitserland - Zuid-Korea                                           | Spanje - Oekraïne Tunesië - Saoedi-Arabië Spanje - Tunesië Saoedi-Arabië - Oekraïne Saoedi-Arabië - Spanje Oekraïne - Tunesië |
| Achtste finales | | | |
| Duitsland - Zweden Argentinië - Mexico                                                                                           | Italië - Australië Zwitserland - Oekraïne | Engeland - Ecuador Portugal - Nederland | Brazilië - Ghana Spanje - Frankrijk                                                                                           |
| Kwartfinales | | | |
| Duitsland - Argentinië | Italië - Oekraïne | Engeland - Portugal | Brazilië - Frankrijk |
| Halve finales | | | |
| Duitsland - Italië | Duitsland - Italië | Portugal - Frankrijk | Portugal - Frankrijk |
| Troostfinale | | | |
| Duitsland - Portugal | | | |
| Finale | | | |
| Italië - Frankrijk | | | |